# Bulbophyllum pandanetorum
Bulbophyllum pandanetorum là một rare loài loài biểu sinh thực vật thuộc họ Orchidaceae. Loài này có ở Cameroon và Gabon, where nơi sống tự nhiên của chúng là rừng ẩm vùng đất thấp nhiệt đới hoặc cận nhiệt đới at elevations roughly có khoảng 200 và 950 mét. Chúng hiện đang bị đe dọa vì mất nơi sống. Nó được miêu tả năm 1954.